# Conocalama copei
Conocalama copei là một loài tò vò trong họ Ichneumonidae.